# Post Traumatic
Post Traumatic — дебютный студийный альбом американского рэпера, вокалиста, клавишника и гитариста Майка Шиноды, выпущенный 15 июня 2018 года на лейблах Warner Records и Machine Shop Recordings

## Предыстория
Майк Шинода не писал для себя музыку до 2017 года. В 2017 году был выпущен последний альбом Linkin Park с Честером Беннингтоном One More Light, с которым группа отыграла половину тура One More Light World Tour. После чего, 20 июля Честер покончил жизнь самоубийством, а весь тур был отменён. Позднее, 27 октября, коллектив отыграл свой последний концерт «Celebrate Life in Honor of Chester Bennington». Уже в этот момент, у Шиноды появляются идеи к трекам и начало сольного пути.

## Выпуск и продвижение
25 января 2018 года Шинода выпустил свой дебютный сольный мини-альбом Post Traumatic, а также ко всем трем трекам вышла экранизация в виде клипа. 8 марта этого же года, он объявил о том, что работает над полноформатным альбомом. В этот же день, в своих социальных сетях музыкант написал, что хочет встретиться со своими фанатами в Лос-Анджелесе на старой площадке Tower Records. Кадры с клипа были сняты для грядущего видеоклипа на альбом. Позже выяснилось, что это было снято для клипа «Crossing a Line». 28 марта, в социальных сетях артиста появилось сообщение о выходе синглов, а на следующий вышли — «Crossing A Line» и «Nothing Makes Sense Anymore». Кроме того, была объявлена точная дата выхода нового альбома — 15 июня. Вместе с тем, был анонсирован тур. 10 мая был продемонстрирован трек-лист альбома.

### Варианты изданий
На стриминговых сервисах и компакт-диске альбом вышел 15 июня 2019 года. Также было выпущено ограниченное издание с артбуком. 10 августа была выпущена виниловая пластинка, в ней содержалось два новых трека —«Prove You Wrong» и «What the Words Meant». Но позже эта версия также вышла в цифровом варианте.

## Приём

### Коммерческий успех
В первую неделю после начала продаж Post Traumatic занял 16 место в Billboard 200. Альбом имел коммерческий успех в Европе — во Франции, в чарте SNEP на 77 месте, в Германии в GfK на 4 месте, в Ирландии IRMA на 82 месте, в Италии FIMI на 16 месте, а в Польше ZPAV на 23 месте. В UK Albums Chart альбом дебютировал на 20 месте. А в австралийском чарте ARIA на 4 месте.

### Реакция критиков
| Оценки критиков | Оценки критиков |
| Источник        | Оценка          |
| --------------- | --------------- |
| AllMusic        | [ 21 ]          |
| The Guardian    | [ 22 ]          |
| The Independent | [ 23 ]          |

Post Traumatic получил в основном положительные отзывы критиков. На сайте Metacritic, собирающем различные оценки и формирующем среднюю оценку всех отзывов, альбом получил средний балл 73 на основе 4 обзоров, указывающих на «в целом положительные отзывы». Нил З. Юнг из AllMusic похвалил альбом, заявив, что «Post Traumatic требует эмоциональных потерь, в конечном итоге он вселяет чувство надежды и идею о том, что все может стать лучше. Шинода, Linkin Park и их преданные последователи, это эффективный сеанс групповой терапии». В положительном обзоре Илана Каплан из британской газеты The Independent назвала альбом «триумфальным дебютом», поставив 4 звезды из 5. Дэйв Симпсон из The Guardian написал, что, хотя Post Traumatic содержит «недостатки», критик также отметил, что «его грубые эмоции необычайно трогательны, и многие сочтут его источником слез, силы и утешения», присвоив альбому 4 звезды из 5.

## Список композиций
| №                   | Название                                                 | Длительность |
| ------------------- | -------------------------------------------------------- | ------------ |
| 1.                  | «Place to Start»                                         | 2:13         |
| 2.                  | «Over Again»                                             | 3:51         |
| 3.                  | «Watching as I Fall»                                     | 3:31         |
| 4.                  | «Nothing Makes Sense Anymore»                            | 3:33         |
| 5.                  | «About You» (совместно с Blackbear)                      | 3:26         |
| 6.                  | «Brooding (Instrumental)»                                | 2:31         |
| 7.                  | «Promises I Can't Keep»                                  | 3:22         |
| 8.                  | «Crossing a Line»                                        | 4:02         |
| 9.                  | «Hold It Together»                                       | 3:25         |
| 10.                 | «Ghosts»                                                 | 2:54         |
| 11.                 | «Make It Up as I Go» (совместно с K.Flay)                | 3:29         |
| 12.                 | «Lift Off» (совместно с Чино Морено и Machine Gun Kelly) | 4:00         |
| 13.                 | «I.O.U.»                                                 | 2:42         |
| 14.                 | «Running from My Shadow» (совместно с Grandson)          | 3:24         |
| 15.                 | «World's on Fire»                                        | 3:15         |
| 16.                 | «Can't Hear You Now»                                     | 3:27         |
| Общая длительность: | Общая длительность:                                      | 53:04        |

## История релиза
| Дата              | Территория | Лейбл                                   | Формат                   |
| ----------------- | ---------- | --------------------------------------- | ------------------------ |
| 15 июня 2019 года | США        | Warner Records, Machine Shop Recordings | Цифровая дистрибуция, CD |
| 10 августа 2019   | США        | Warner Records, Machine Shop Recordings | LP                       |